# Jerome Powell
Jerome Powell   (Washington DC, 4 de febrer de 1953) és un advocat i banquer d'inversions nord-americà, actualment el 16è president de la Reserva Federal des del 2018.

## Biografia
Després d'obtenir una llicenciatura en política a la Universitat de Princeton el 1975 i un doctorat en dret pel Centre de Dret de la Universitat de Georgetown el 1979, es va traslladar a la banca d'inversió el 1984 i va treballar per a diverses institucions financeres, inclòs com a soci de The Carlyle Group. El 1992, Powell va exercir breument com a subsecretari del Tresor per a les finances internes sota el president George H.W. Bush. Powell va deixar Carlyle Group el 2005 i va fundar Severn Capital Partners, una empresa d'inversió privada. Va ser investigador visitant al Bipartisan Policy Center del 2010 al 2012, abans de tornar al servei públic.
Es va convertir en membre de la Junta de Governadors de la Reserva Federal després de ser nomenat per al càrrec pel president Barack Obama el 2012, posteriorment va ser elevat a president pel president Donald Trump (succeint Janet Yellen) i el president Joe Biden el va tornar a nomenar. Powell va construir la seva reputació a Washington durant l'administració d'Obama com a generador de consens i solucionador de problemes.
Powell va rebre elogis per les accions preses per la Reserva Federal a principis del 2020 per combatre els efectes financers de la pandèmia de la COVID-19. A mesura que la Reserva Federal va continuar aplicant nivells elevats d'estímul monetari per augmentar encara més els preus dels actius i donar suport al creixement, alguns observadors van percebre una desconnexió entre els preus dels actius i l'economia. Powell ha respost argumentant que el suport al doble mandat de la Fed de preus estables i plena ocupació superava la preocupació pels alts preus dels actius. La revista Time va dir que l'escala i la manera de les accions de Powell havien "canviat la Fed per sempre" i va compartir la preocupació que havia condicionat Wall Street a nivells insostenibles d'estímul monetari per suportar artificialment els alts preus dels actius. El novembre de 2020, Bloomberg News va anomenar Powell "el cap d'estat de Wall Street", com a reflex de com eren dominants les accions de Powell sobre els preus dels actius i de la rendibilitat que eren les seves accions per a Wall Street.
A prop del final del seu primer any a la Casa Blanca, el president Biden va nomenar Powell per a un segon mandat com a president de la Reserva Federal, i el Comitè Bancari del Senat va aprovar la seva renominació amb només un vot contrari; va ser confirmat per a un segon mandat en una votació de 80-19 el 12 de maig de 2022. Després de la renominació de Powell per part del president Biden, el president de la Fed va retirar les seves paraules anteriors "inflació transitòria" i va indicar una reducció de les compres d'expansió quantitativa (QE) i de seguretat amb garantia hipotecària (MBS) a causa de l'alta inflació, amb un índex de preus al consumidor (IPC) del 6,8% al novembre de 2021 segons l'Oficina d'Estadístiques Laborals, el nivell més alt en 40 anys.